# Farid El Alagui
Farid El Alagui (Bordeaux, 28 agosto 1985) è un ex calciatore marocchino con cittadinanza francese, di ruolo attaccante.

## Carriera
Ha giocato nella prima divisione marocchina ed in quella scozzese.

## Palmarès

### Club

#### Competizioni nazionali
- Campionato marocchino: 1

Wydad Casablanca: 2009-2010
- Scottish Challenge Cup: 1

Falkirk: 2011-2012
- Coppa di Scozia: 1

Hibernian: 2015-2016